# 一一三空战
一一三空战发生于1967年1月13日的福建金門縣及泉州市空域，是中国人民解放军和中華民國國軍之间最后一次的直接战斗交火。
这是中華民國空軍F-104星式戰鬥機参加的唯一一次空战:150。与其它台海空战类似，双方对战斗结果说法不一。

## 战斗经过
1967年1月13日上午，中華民國空軍作戰官葉定國驾驶5640號機至厦门港的解放军潛艇活動进行偵照。因照片品质不佳，被要求重照。第六偵察大隊作戰科長宋俊華駕駛RF-104G、5632號機执行任务:150。12时30分，解放军空8军指挥所通报，雷达在漳州东南145千米、高度200米发现一架RF-104G。RF-104G飞至厦门后爬升至11000米，增速至2000千米/小时。RF-104G经由同安、惠安侦察后，从湄州湾退出。
12时40分，中華民國空軍作戰司令部下令清泉崗警戒的中華民國空軍第三大隊第八中隊4架F-104星式戰鬥機（F-104G）緊急起飛接應支援:150。四架F-104星式戰鬥从深沪湾进入，至晋江地区上空，掩护RF-104G。12时45分，中国人民解放军驻漳州之歼击航空兵第24师70大队，先后起飞2批8架歼-6飞机进行拦截，空8军指挥所进行引导。拦截RF-104G未成。
国军方面记录，RF-104G在13时00分抵达目标区，被解放军空24师4架歼6阻拦。13时02分，RF-104G脱离返航，被解放军12架飞机分层阻拦。石門第一管制報告中心（CRC）引导四架F-104星式戰鬥进行支援:150。解放军方面记录，空8军指挥所根据四架F-104星式戰鬥機逼近解放军战机，指挥2批歼-6飞机截击战斗机。进行拦截的3号机胡寿根发现在后方跟踪、杨敬宗驾驶的F-104星式戰鬥機后，以斜对头态势进行拦阻射击，三炮齐发，耗弹48发击中。作战过程用时1分钟。F-104星式戰鬥機在惠安县崇武西浮山岛附近海中坠机，杨敬宗跳伞后死亡。
中华民国空军方面则称，13时06分，两架歼-6进入石贝波与胡世霖目视范围。长机飞行员萧亚民得到戰管聯隊石門第一管制報告中心管制官同意后开火，但未能击发。13时07分，胡世霖补射，于泉州湾空域击落一架歼-6。13时08分:150，石贝波击落一架歼-6。空军战管录音收录到石贝波报告击落歼-6的声音:187—189。随后，四架F-104星式戰鬥機开始返航。除领队呼叫，三架报数应答外:150—151，战管录音亦收录杨敬宗报告航向、速度等资料的声音。13时09分，收录到杨敬宗的一声“唉呀”:187—189，他当是在此时失事。13时25分，三架RF-104G和RF-104G先后降落清泉岗和桃园基地:151。

## 战斗结束后
战斗结束后，中央军委除颁发嘉奖令外，在漳州基地召开祝捷授奖大会。胡寿根回忆，他曾看到打捞起的部分飞机残骸与杨敬宗的遗体。杨敬宗的头颅和一只手臂不见。台湾碧潭空軍烈士公墓立有杨敬宗衣冠冢，碑石刻有“执行特种作战任务阵亡”字样。
中华民国方面对外宣传战果，与中华人民共和国不同。宣称石贝波与胡世霖各擊落敵機一架。中华民国方面的战管监听资料显示，战斗结束后，解放军一直在呼叫两架歼-6的呼号，但始终没有回应。这也是中华民国军方没有石贝波照相枪证据的情况下，仍认定石贝波击落一架的佐证。战管录音除收录石贝波报告击落歼-6的声音，亦收录杨敬宗回话，以及坠机前的一声“唉呀”。故外界流传的，石贝波发射响尾蛇导弹误击杨敬宗的说法不成立:187—189。当时空战成果统计主要依靠武器击发时、机头照相枪的拍摄确认。中华人民共和国作者指出，解放军胡寿根击落F-104星式戰鬥有照相枪照片。石贝波、胡世霖仅有口述，均没有照相枪照片。
中华人民共和国作者搜集相关资料发现，四名解放军飞行员乔田福、叶木佑、胡寿根、陈国良在战斗结束后仍然健在。除杨敬宗外的三名国军F-104星式戰鬥飞行员，萧亚民于1970年训练失事，胡世霖于1990年病故。石贝波在1994年接受台湾《聯合報》采访时称，解放军被击落两架，国军空军在空战中全胜，只是飞行员杨敬宗在回航时失事。2016年1月27日，石贝波獲頒「保衛台灣紀念章」。日后曝光的，时任中華民國參謀總長賴名湯在1967年1月13日的日记称：今天当我们的空照飞机至金门当面照相时，我掩护的F104飞机四架，和共匪MIG19遭遇，结果我可能击落敌机一架，可惜我们也损失一架，造成一比一的战果。然而为了民心士气，我们不能承认自己损失一架。

## 引用
1. 1 2 3 4 5 6 7  张语庭. . 中时新闻网. 2020-06-10  [2022-10-04]. （原始内容存档于2022-10-03） （简体中文）.
2. 1 2 3 4  蘇仲泓. . Yahoo! 新闻. 2020-07-31  [2022-10-04]. （原始内容存档于2022-10-07） （繁体中文）.
3. 1 2 3 4 5 6 7  唐飞、王长河、葛惠敏.  (PDF). 空軍學術雙月刊 (臺北市: 空軍學術月刊社). 2020, (2020年10月第678期): 146–160  [2022-10-04]. ISSN 1819-0812. （原始内容存档 (PDF)于2022-06-12） （繁体中文）.
4. 1 2 3 4 5  周益. . 中国网，来源：《军事文摘》. 2015-05-13  [2022-10-04]. （原始内容存档于2020-11-21） （简体中文）.
5. 1 2 3 4 5 6 7  . 新浪网，来源：《环球飞行》. 2003-11-24  [2022-10-04]. （原始内容存档于2022-10-03） （简体中文）. 1967年1月13日12时56分，我雷达在漳州东南145千米，高度200米发现敌RF-104G侦察机1架，飞至厦门后爬高至11000米，增速至2000千米/小时，经同安、惠安侦察后，由湄州湾退出。在敌侦察机入窜同时，敌F-104战斗机1批4架，从深沪湾入陆，至晋江地区上空，掩护敌侦察机并伺机偷袭我机。我空军驻漳州之歼击航空兵第24师70大队，于12时45分先后起飞2批8架歼-6飞机进行拦截。在空8军指挥所引导下拦截敌侦察机未成，发现敌4架战斗机从右侧逼近我机。军指挥所根据当时敌我机态势，及时改变决心，指挥2批歼-6飞机，打敌战斗机。领航员董福成当即引导第一批歼-6飞机向右转弯截击敌机。这时，我3号机胡寿根发现左后方有1架敌机跟踪，他迅猛果断地以大动作量转向敌机，以斜对头态势进行拦阻射击，三炮齐发，仅耗弹48发，将敌机击中，其它敌机入云逃窜。被击中敌机坠落在福建崇武西浮山岛附近海中，敌飞行员跳伞。我空军航空兵又创造了在负速度差条件下，实施大角度攻击，击落敌机的先例。对这次战斗胜利，中央军委颁发了嘉奖令，并在漳州基地召开了祝捷授奖大会。遭受这次打击之后，敌空军RF-104G侦察机活动减少，到1968年6月以后，台湾国民党空军间谍飞机即停止了对祖国大陆沿海的侦察活动。
6. 1 2 3  王立楨. . 臺北市: 橘子文化事業有限公司. 2005. ISBN 9789867545404 （繁体中文）.